# Adelodrilus bacrionis
Adelodrilus bacrionis is een ringworm uit de familie van de Tubificidae. De wetenschappelijke naam van de soort is voor het eerst geldig gepubliceerd in 1985 door Davis.